# Pierre Rabadan

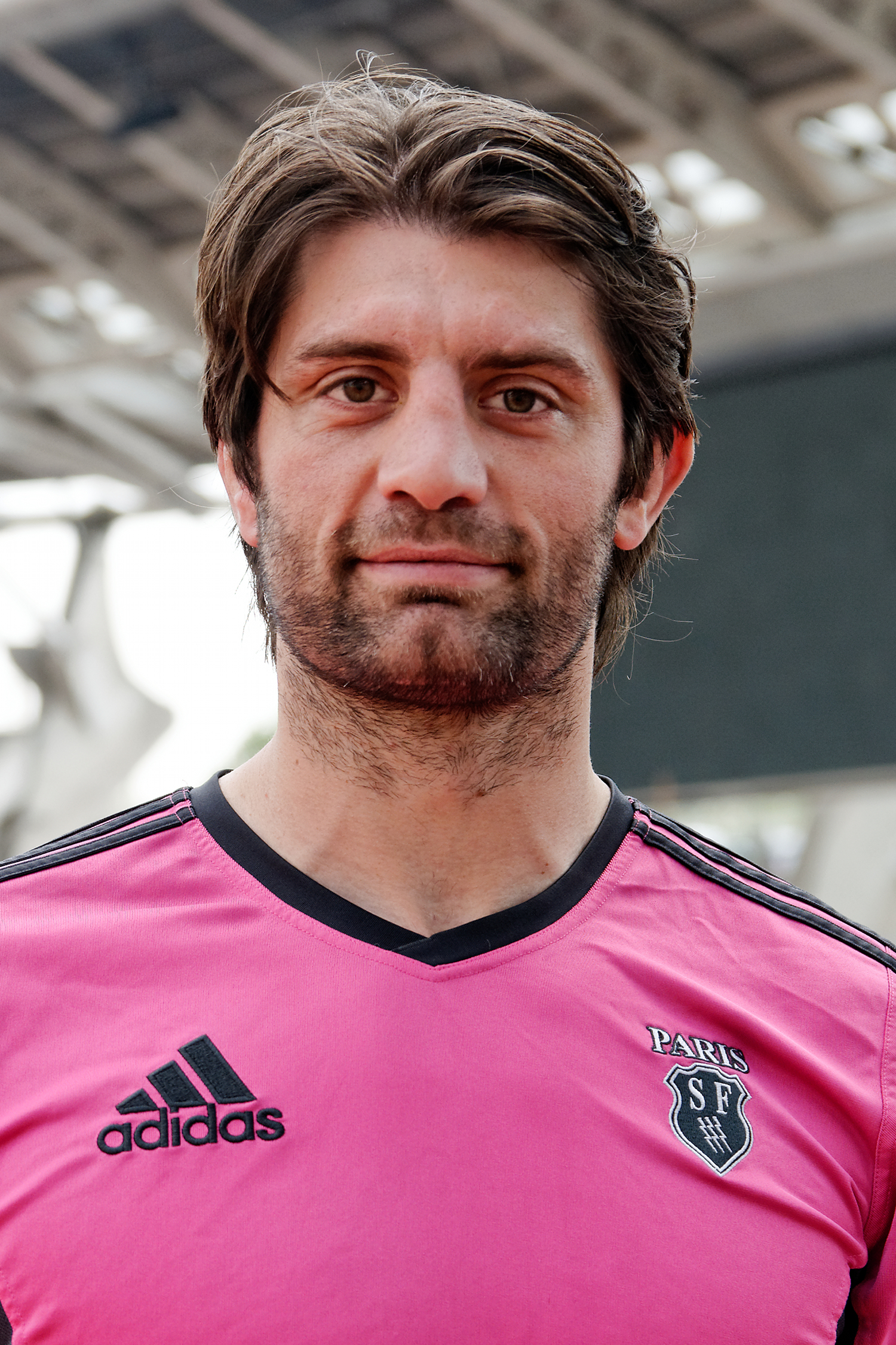
Pierre Rabadan (2012)

Pierre Rabadan (* 3. Juli 1980 in Aix-en-Provence) ist ein ehemaliger französischer Rugby-Spieler der Französischen Rugby-Union-Nationalmannschaft, der seine gesamte Karriere für Stade Français spielte.
Im Jahre 2015 beendete er seine sportliche Karriere und fungiert seither als Sportberater für den Stadtrat von Paris.
2020 folgte er Jean-François Rial als Präsident des Pariser Tourismus- und Kongressbüros. Konkret vertritt er Anne Hidalgo, die Bürgermeisterin von Paris als Stellvertreter für Sport, die Olympischen und Sommer-Paralympics 2024 in Paris.

## Privates
Er ist liiert mit der TV-Sportjournalistin und Vizepräsidentin der Union der Sportjournalisten in Frankreich, Laurie Delhostal. Das Paar hat seit 2016 eine gemeinsame Tochter.